# Florian Hellstern
Florian Pascal Hellstern (* 18. Oktober 2007 in Stuttgart) ist ein deutscher Fußballtorhüter. Er steht beim VfB Stuttgart unter Vertrag.

## Karriere
Hellstern kam in der Jugend 2017 vom FSV Waiblingen zum VfB Stuttgart. Im Alter von 15 Jahren gab er bereits sein Debüt in der A-Junioren-Bundesliga. Hellstern verlängerte im Januar 2024 seinen Vertrag beim VfB langfristig. In der UEFA Youth League 2024/25 wirkte er im siegreichen Elfmeterschießen für die Stuttgarter im Sechzehntelfinale gegen den FC Liverpool entscheidend mit.
Im Sommer 2025 wurde Hellstern in den Profibereich hochgezogen. Während er in der ersten Mannschaft hinter Alexander Nübel, Fabian Bredlow und Stefan Drljača die „Nummer 4“ wurde, wurde er in der zweiten Mannschaft nach der Leihe von Dennis Seimen, der die gleiche Rolle in beiden Mannschaften ausgeübt hatte, der neue Stammtorhüter in der 3. Liga.
Für die zweite Mannschaft des VfB Stuttgart gab Hellstern am 2. August 2025 am 1. Spieltag der Saison 2025/26 in der 3. Liga gegen den MSV Duisburg sein Profidebüt. 